# Соломонове море

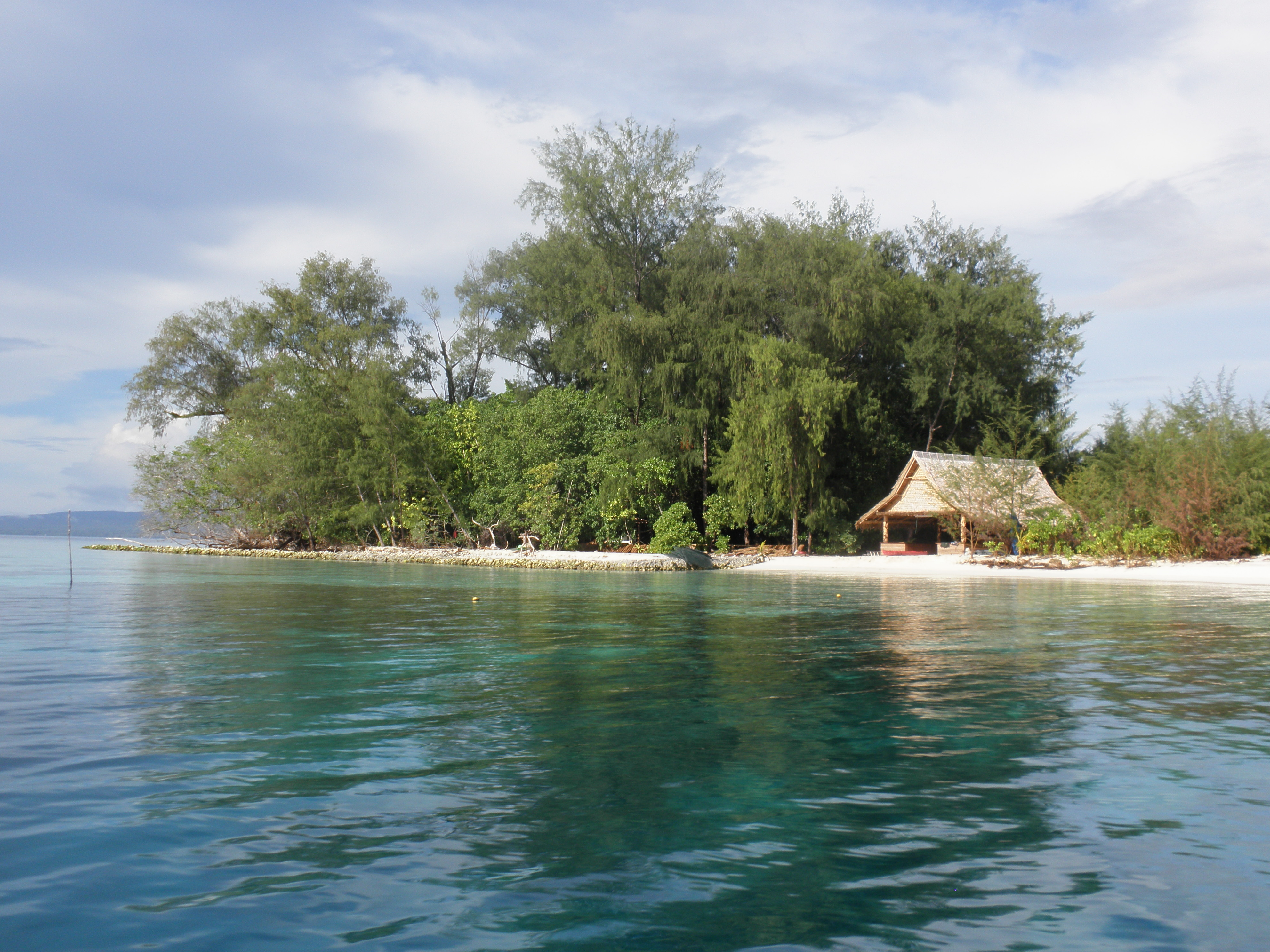
Соломонове море. Острів Кеннеді

Соломонове море (англ. Solomon Sea) — море Тихого океану між островами Нова Гвінея, Нова Британія, Соломоновими островами і архіпелагом Луїзіада.
Середньорічна температура води на поверхні понад 27 °С, солоність — 34,5 ‰. Коралові рифи; на дні — сейсмічна активність, землетруси. На рік 220 днів з хмарністю, два сезони дощів у періоди рівнодення.

## Клімат
Акваторія моря лежить у субекваторіальному кліматичному поясі. Влітку тут переважають екваторіальні повітряні маси, взимку — тропічні. Сезонні амплітуди температури повітря незначні. У літньо-осінній період часто формуються тропічні циклони, зволоження достатнє.

## Біологія
Акваторія моря утворює морський екорегіон Соломонове море центральної індо-тихоокеанської зоогеографічної провінції, а на заході займає відмінний екорегіон Соломонових островів. Зоогеографічно донна фауна континентального шельфу й острівних мілин до глибини 200 м належить до індо-західнопацифічної області тропічної зони.

## Порти
- Соломонові Острови, Хоніара
- Папуа Нова Гвінея, Лае